# Daewoo Precision Industries
SNT Motiv (dawniej m.in. S&T Daewoo, Daewoo Precision Industries) - producent broni palnej z Pusan w Republice Korei. Fabryka wchodzi w skład koncernu SNT Holding. Przedsiębiorstwo dawniej było częścią Daewoo, które sprzedało część produkującą broń palną, ze względu na kłopoty finansowe. Producent jest głównym dostawcą broni strzeleckiej dla Sił Zbrojnych RK. Produkowane są w niej lub były m.in. kbk K1, K2, DAR 21, kb K14, rkm K3, granatnik K4, pistolet K5, wkm K6, pm K7, ukm K16, strzelba USAS-12. Broń krótka jest sprzedawana także na rynku cywilnym.

## WWW
- http://www.sntmotiv.com